# Atascosa
Atascosa is een geslacht van vlinders van de familie snuitmotten (Pyralidae), uit de onderfamilie Phycitinae.

## Soorten
- A. angulata Shaffer, 1976
- A. glareosella Zeller, 1872
- A. heitzmani Shaffer, 1980
- A. parana Shaffer, 1976
- A. verecundella Hampson, 1901